# Episodi di Ground Floor
La prima stagione della serie televisiva Ground Floor è trasmessa sul canale statunitense TBS dal 14 novembre 2013.
In Italia la serie è ancora inedita.
| nº | Titolo originale            | Titolo italiano | Prima TV USA     | Prima TV Italia |
| -- | --------------------------- | --------------- | ---------------- | --------------- |
| 1  | Pilot                       |                 | 14 novembre 2013 |                 |
| 2  | Off to the Races            |                 | 14 novembre 2013 |                 |
| 3  | The New Office              |                 | 21 novembre 2013 |                 |
| 4  | The Gift                    |                 | 5 dicembre 2013  |                 |
| 5  | Take Me Out to the Ballgame |                 | 12 dicembre 2013 |                 |
| 6  | If I Were a Rich Man        |                 | 19 dicembre 2013 |                 |
| 7  | Woman on Top                |                 | 26 dicembre 2013 |                 |
| 8  | Dynamic Duo                 |                 | 2 gennaio 2014   |                 |
| 9  | The Decision: Part One      |                 | 9 gennaio 2014   |                 |
| 10 | The Decision: Part Two      |                 | 16 gennaio 2014  |                 |

La seconda stagione della serie televisiva Ground Floor è trasmessa sul canale statunitense TBS dal 9 dicembre 2014.
| nº | Titolo originale                 | Titolo italiano | Prima TV USA     | Prima TV Italia |
| -- | -------------------------------- | --------------- | ---------------- | --------------- |
| 1  | Unforgiven                       |                 | 9 dicembre 2014  |                 |
| 2  | Baked and Toasted                |                 | 16 dicembre 2014 |                 |
| 3  | Space Invader                    |                 | 23 dicembre 2014 |                 |
| 4  | The Break-Ups                    |                 | 30 dicembre 2014 |                 |
| 5  | Mano-a-Mansfield                 |                 | 6 gennaio 2015   |                 |
| 6  | Love and Basketball              |                 | 13 gennaio 2015  |                 |
| 7  | Wicked Wedding                   |                 | 20 gennaio 2015  |                 |
| 8  | The Mansfield Who Came to Dinner |                 | 27 gennaio 2015  |                 |
| 9  | The Proposal - Part I            |                 | 3 febbraio 2015  |                 |
| 10 | The Proposal - Part II           |                 | 10 febbraio 2015 |                 |